# Villafranca in Lunigiana
Villafranca in Lunigiana – miejscowość i gmina we Włoszech, w regionie Toskania, w prowincji Massa-Carrara.
Według danych na rok 2004 gminę zamieszkiwały 4594 osoby, 158,4 os./km².